# Contributions from the Biological Laboratory of the Science Society of China
Contributions from the Biological Laboratory of the Science Society of China (abreviado Contr. Biol. Lab. Sci. Soc. China) fue una revista con ilustraciones y descripciones botánicas que fue editada en Nanking donde se publicaron 5 números desde 1925 hasta 1929. Fue reemplazada por Contributions from the Biological Laboratory of the Science Society of China. Botanical Series.